# Давыдова, Нина Федотовна
Нина Федотовна Давыдова (4 февраля 1949, Хорнзор, Вурнарский район, Чувашская АССР, СССР) — советский и российский лесовод, работник лесного хозяйства. Лауреат Государственной премии СССР (1987).

## Биография
Родилась в деревне Хорнзор Вурнарского района Чувашской АССР.
В 1974 году окончила Мариинско-Посадский лесотехнический техникум. После окончания техникума работала в Чувашской АССР в постоянном лесном питомнике Вурнарского лесхоза мастером лесных культур; до 2004 года была начальником питомника. 
В 1987 году в составе других лесоводов СССР была удостоена звания лауреата Государственной премии СССР за выдающиеся достижения в труде.
Под руководством Нины Давыдовой питомник Вурнарского лесхоза Чувашской Республики обеспечивал сеянцами и саженцами ценных древесных пород для восстановления лесов, для озеленения населённых пунктов Российской Федерации.

## Награды
- Государственная премия СССР (1987) — за большой личный вклад в улучшение использования лесосырьевых ресурсов.